# 高斯过程
在概率论和统计学中，高斯过程（英語：Gaussian process）是观测值出现在一个连续域（例如时间或空间）的随机过程。在高斯过程中，连续输入空间中每个点都是与一个正态分布的随机变量相关联。此外，这些随机变量的每个有限集合都有一个多元正态分布，换句话说他们的任意有限线性组合是一个正态分布。高斯过程的分布是所有那些（無限多个）随机变量的联合分布，正因如此，它是连续域（例如时间或空间）上函数的分布。
高斯過程被認為是一種機器學習算法，是以惰性學習方式，利用點與點之間同質性的度量作為核函數，以從輸入的訓練數據預測未知點的值。其預測結果不僅包含該點的值，而同時包含不確定性的資料－它的一維高斯分佈（即該點的邊際分佈）。
對於某些核函數，可以使用矩陣代數（見克里金法條目）來計算預測值。若核函數有代數參數，則通常使用軟體以擬合高斯過程的模型。
由於高斯過程是基於高斯分佈（正態分佈）的概念，故其以卡爾·弗里德里希·高斯為名。可以把高斯過程看成多元正態分佈的無限維廣義延伸。
高斯過程常用於統計建模中，而使用高斯過程的模型可以得到高斯過程的屬性。举例来说，如果把一隨機過程用高斯過程建模，我们可以显示求出各種導出量的分布，这些导出量可以是例如隨機過程在一定範圍次數內的平均值，及使用小範圍採樣次數及採樣值進行平均值預測的誤差。

## 定義
一統計學分佈定義為{Xt, t∈T}是一个高斯过程，当且仅当对下标集合T的任意有限子集t1,...,tk，
{\displaystyle X_{t_{1},\ldots ,t_{k}}=(X_{t_{1}},\ldots ,X_{t_{k}})}
是一个多元正态分布，这等同于说{\displaystyle (X_{t_{1}},\ldots ,X_{t_{k}})}的任一线性组合是一单变量正態分佈。更準確地，取樣函數Xt 的任一線性泛函均會得出正態分佈。可以寫成X ~ GP(m,K)，即隨機函數X 以高斯過程（GP）方式分佈，且其平均數函數為m 及其協方差函數為K。當輸入向量t為二維或多維時，高斯過程亦可能被稱為高斯自由场（高斯場）。
有些人 假設隨機變量 Xt 平均為0；其可以在不失一般性的前提下簡化運算，且高斯過程的均方屬性可完全由協方差函數K得出。

## 协方差函数
高斯過程的關鍵事實是它們可以完全由它們的二階統計量來定義.因此，如果高斯過程被假定為具有平均值零, defining 協方差函數完全定義了過程的行為。重要的是，這個函數的非負定性使得它的譜分解使用了 K-L轉換. 
可以通過協方差函數定義的基本方面是過程的平穩過程, 各向同性, 光滑函數 和 週期函數。
平穩過程指的是過程的任何兩點x和x'的分離行為。如果過程是靜止的，取決於它們的分離x-x'，而如果非平穩則取決於x和x'的實際位置。例如，一個特例 Ornstein–Uhlenbeck 過程, 一個 布朗運動 過程，是固定的。
如果過程僅依賴於 {\displaystyle |x-x'|}，x和x'之間的歐幾里德距離（不是方向），那麼這個過程被認為是各向同性的。同時存在靜止和各向同性的過程被認為是 同質與異質;在實踐中，這些屬性反映了在給定觀察者位置的過程的行為中的差異（或者更確切地說，缺乏這些差異）。
最終高斯過程翻譯為功能先驗，這些先驗的平滑性可以由協方差函數引起。如果我們預期對於“接近”的輸入點x和x'，其相應的輸出點y和y'也是“接近”，則存在連續性的假設。如果我們希望允許顯著的位移，那麼我們可以選擇一個更粗糙的協方差函數。行為的極端例子是Ornstein-Uhlenbeck協方差函數和前者不可微分和後者無限可微的平方指數。
週期性是指在過程的行為中引發週期性模式。形式上，這是通過將輸入x映射到二維向量{\displaystyle u(x)=(\cos(x),\sin(x))} 來實現的。

### 常見的协方差函數

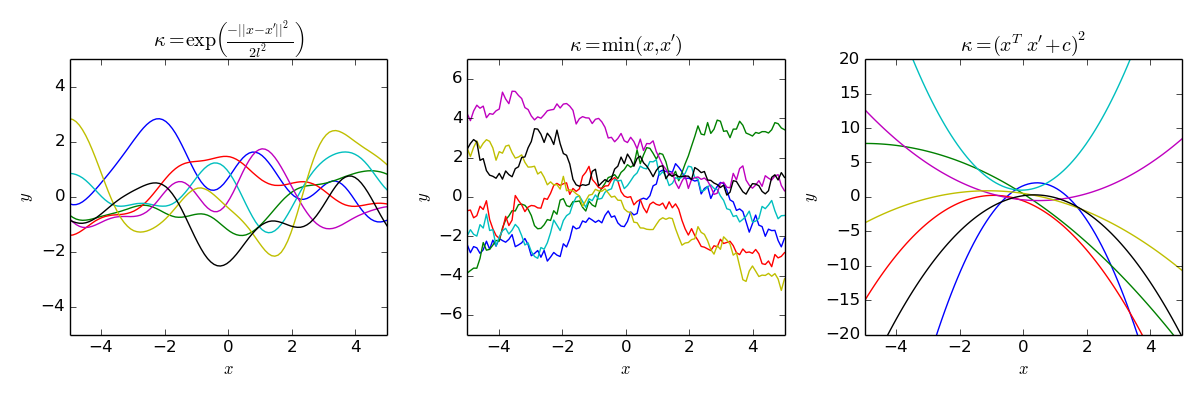
The effect of choosing different kernels on the prior function distribution of the Gaussian process. Left is a squared exponential kernel. Middle is Brownian. Right is quadratic.

一些常見的协方差函數:
- 常值：{\displaystyle K_{\operatorname {C} }(x,x')=C}
- 線性：{\displaystyle K_{\operatorname {L} }(x,x')=x^{T}x'}
- 高斯噪聲: {\displaystyle K_{\operatorname {GN} }(x,x')=\sigma ^{2}\delta _{x,x'}}
- 平方指數: {\displaystyle K_{\operatorname {SE} }(x,x')=\exp {\Big (}-{\frac {\|d\|^{2}}{2\ell ^{2}}}{\Big )}}
- Ornstein–Uhlenbeck : {\displaystyle K_{\operatorname {OU} }(x,x')=\exp \left(-{\frac {|d|}{\ell }}\right)}
- Matérn: {\displaystyle K_{\operatorname {Matern} }(x,x')={\frac {2^{1-\nu }}{\Gamma (\nu )}}{\Big (}{\frac {{\sqrt {2\nu }}|d|}{\ell }}{\Big )}^{\nu }K_{\nu }{\Big (}{\frac {{\sqrt {2\nu }}|d|}{\ell }}{\Big )}}
- 定期: {\displaystyle K_{\operatorname {P} }(x,x')=\exp \left(-{\frac {2\sin ^{2}\left({\frac {d}{2}}\right)}{\ell ^{2}}}\right)}
- 有理二次方: {\displaystyle K_{\operatorname {RQ} }(x,x')=(1+|d|^{2})^{-\alpha },\quad \alpha \geq 0}

## 相关
- 高斯自由场
- 神经网络高斯过程

## 註譯
1. ↑  .   [2016-11-02]. （原始内容存档于2018-05-01）.
2. ↑  Chen, Zexun; Wang, Bo; Gorban, Alexander N. . Neural Computing and Applications. 2019-12-31. ISSN 0941-0643. doi:10.1007/s00521-019-04687-8 （英语）.
3. ↑  Rasmussen, C. E. . . Lecture Notes in Computer Science 3176. 2004: 63–71. ISBN 978-3-540-23122-6. doi:10.1007/978-3-540-28650-9_4.
4. 1 2  Bishop, C.M. . Springer. 2006. ISBN 0-387-31073-8.
5. ↑  Simon, Barry. . Academic Press. 1979.
6. ↑  Seeger, Matthias. . International Journal of Neural Systems. 2004, 14 (2): 69–104. doi:10.1142/s0129065704001899.
7. ↑  Barber, David. . Cambridge University Press. 2012  [2018-06-26]. ISBN 978-0-521-51814-7. （原始内容存档于2020-11-11）.
8. 1 2  Rasmussen, C.E.; Williams, C.K.I. . MIT Press. 2006  [2018-06-26]. ISBN 0-262-18253-X. （原始内容存档于2021-05-22）.
9. ↑  Grimmett, Geoffrey; David Stirzaker. . Oxford University Press. 2001. ISBN 0198572220.